# Eoconfuciusornis
Eoconfuciusornis – rodzaj wczesnego ptaka należącego do rodziny Confuciusornithidae. Żył we wczesnej kredzie na terenie dzisiejszych Chin. Został opisany w oparciu o niemal kompletny szkielet (IVPP V11977) odkryty w datowanych na 131 mln lat osadach formacji Dabeigou w prowincji Hebei w północnych Chinach. Epitet rodzajowy Eoconfuciusornis pochodzi od greckiego przedrostka eo, oznaczającego „wczesny”, oraz nazwy innego wczesnego ptaka z rodziny Confuciusornithidae – Confuciusornis („ptak Konfucjusza”), zaś epitet gatunkowy gatunku typowego, zhengi, honoruje chińskiego ornitologa Zhenga Guangmei.
Osobnik, którego szkielet odkryto, w chwili śmierci nie był w pełni dorosły. Obecność bardzo długich środkowych piór ogonowych, uznawanych za dowód na występowanie dymorfizmu płciowego u Confuciusornis sanctus, dowodzi jednak, że był bliski osiągnięcia pełnej dojrzałości. Eoconfuciusornis był średniej wielkości przedstawicielem Confuciusornithidae – holotyp, mimo iż nie w pełni dorosły, był większy niż niektóre całkowicie dorosłe Confuciusornithidae, takie jak IVPP V 10928. Dziób był masywny, ostro zakończony, bezzębny i pokryty ramfoteką. Nozdrza były niemal okrągłe i położone daleko od czubka dzioba. Mostek prawdopodobnie nie był w pełni skostniały, jak u Confuciusornis i innych prymitywnych ptaków. Piszczel była prosta, o około 1/5 dłuższa niż kość udowa. Eoconfuciusornis miał podobny wzór paliczkowy jak inne Confuciusornithidae oraz Archaeopteryx, 2–3–4, w przeciwieństwie do bardziej zaawansowanych ptaków, które utraciły niektóre paliczki.
Eoconfuciusornis jest najwcześniejszym i najbardziej bazalnym znanym przedstawicielem Confuciusornithidae – wykazuje też wiele cech przejściowych pomiędzy bazalnymi ptakami a bardziej zaawansowanymi Confuciusornithidae. Przed odkryciem Eoconfuciusornis czasowy zasięg występowania grupy Confuciusornithidae był ograniczony do 125–120 mln lat temu. Odkrycie skamieniałości Eoconfuciusornis zhengi w osadach datowanych na 131 mln lat zwiększa zasięg tej grupy do 11 mln lat (131–120 mln lat temu). Z formacji Dabeigou, w której odnaleziono szczątki Eoconfuciusornis, znane są jedynie cztery gatunki kręgowców – E. zhengi, inny prymitywny ptak Protopteryx fengningensis oraz ryby promieniopłetwe:  Peipiaosteus fengningensis i Yanosteus longidorsalis.